# Rhynchodontodes mardinalis
Rhynchodontodes mardinalis là một loài bướm đêm trong họ Erebidae.